# Marie d’Agoult
Marie d’Agoult, właśc. Marie Catherine Sophie de Flayigny, hrabina d’Agoult (ur. 31 grudnia 1805 we Frankfurcie, zm. 5 marca 1876 w Paryżu) – francuska pisarka, używająca pseudonimu Daniel Stern.

## Życiorys
Urodziła się 31 grudnia 1805 roku we Frankfurcie, jako córka oficera armii francuskiej. W 1827 roku wyszła za mąż za hrabiego Charles’a d’Agoult i zamieszkała w Paryżu. Tam poznała innych twórców z epoki romantyzmu, m.in. Alfreda de Vigny, Jean-Auguste-Dominique’a Ingres’a, Fryderyka Chopina czy Giacoma Meyerbeera.
Między małżonkami doszło wówczas do separacji, a Marie d’Agoult została metresą Ferenca Liszta. Miała z nim troje dzieci: Blandine (przyszłą żonę Émile’a Olliviera), Cosimę oraz Daniela. Historia jej związku z Lisztem została poruszona w jej powieści Nélida.
Była zwolenniczką II Republiki Francuskiej i współpracownicą „Revue des Deux Mondes” i „Revue indépendante”. W 1857 roku napisała dramat narodowy Jeanne Darc, który został przełożony na włoski i wystawiony w teatrze w Turynie. Jej główne dzieła stanowiły eseje polityczne: Lettres républicaines (1848), Esquisses morales et politiques (1849), Histoire de la Révolution de 1848 (1850-1853) i Histoire des commencements de la République aux Pays-Bas (1872). Zmarła 5 marca 1876 roku w Paryżu.